# Liste des évêques et archevêques de Santiago de Cuba
Cette liste recense les évêques qui se sont succédé sur le siège du diocèse de Santiago de Cuba depuis son érection le 11 février 1517 puis des archevêques à partir de 1803.

## Évêques
- Jean de Witte, O.P (1517-1525)
- Sebastián de Salamanca (1525-1526)
  - Sede vacante (1526-1530)
- Miguel Ramírez de Salamanca, O.P (1530-1534)
- Diego de Sarmiento, O.Cart (1535-1544)
  - Sede vacante (1544-1550)
- Fernando de Uranga (1550-1556)
  - Sede vacante (1556-1561)
- Bernardino de Villalpando (1561-1564), nommé évêque de Santiago de Guatemala
- Juan del Castillo (1564-1578)
- Juan Antonio Diaz de Salcedo, O.F.M (1580-1597), nommé évêque de León en Nicaragua
- Bartolomé de la Plaza, O.F.M (1597-1602)
- Juan de las Cabezas Altamirano (1602-1610), nommé évêque de Santiago de Guatemala
- Alonso Enríquez de Toledo y Armendáriz, O.de M (1610-1624), nommé évêque de Michoacán
- Gregorio de Alarcón, O.A.D (1624-1624)
- Leonel de Cervantes y Caravajal (1625-1629), nommé évêque de Guadalajara
- Jerónimo Manrique de Lara y de Herrera, O.de M (1630-1644)
- Martín de Zelaya y Oláriz (1645-1649)
- Nicolás de la Torre Muñoz (1649-1653)
- Juan de Montiel (1655-1657)
- Pedro de Reina Maldonado (1659-1660)
- Juan de Sancto Mathía Sáenz de Mañozca y Murillo (1661-1668), nommé évêque de Santiago de Guatemala
- Alonso Bernardo de Ríos y Guzmán, O.SS.T (1668-1671), nommé évêque de Ciudad Rodrigo
- Gabriel Díaz Vara Calderón (1671-1676)
- Juan Antonio García de Palacios (1677-1682)
- Baltasar de Figueroa, O.Cist (1683-1684)
- Diego Evelino Hurtado de Compostela (1685-1704)
- Jerónimo de Valdés, O.S.Bas (1705-1729)
  - Francisco de Izarregui (1730-1730) (évêque élu)
- Gaspar de Molina y Oviedo, O.S.A (1730-1731), nommé évêque de Barcelone.
- José Laso de la Vega y Cansino, O.F.M (1731-1752)
- Pedro Agustín Morell de Santa Cruz y Lora (1753-1768)
- Santiago José Hechavarría y Elguezúa (1770-1788), nommé évêque de Puebla de los Ángeles
- Antonio Feliú y Centena (1789-1791)
- Joaquín de Osés y Alzúa (1792-1803), devient archevêque de Santiago de Cuba

## Archevêques
- Joaquín de Osés y Alzúa (1803-1823)
- Mariano Rodríguez de Olmedo y Valle (1824-1831)
- Cirilo de Alameda y Brea, O.F.M (1831-1849), nommé archevêque de Burgos
- Saint Antoine-Marie Claret, C.M.F (1850-1859)
- Manuel María Negueruela Mendi (1859-1861)
- Primo Calvo y López (1861-1868)
- José María Martín de Herrera y de la Iglesia (1875-1889), nommé archevêque de Saint-Jacques-de-Compostelle
- José María Cos y Macho (1889-1892), nommé évêque de Madrid
- Francisco Sáenz de Urturi y Crespo, O.F.M (1894-1899)
- Francisco de Paula Barnada y Aguilar (1899-1913)
  - Sede vacante (1913-1916)
- Felice Ambrogio Guerra Fezia, S.D.B (1916-1925)
- Valentín de la Asunción Zubizarreta y Unamunsaga, O.C.D (1925-1948)
- Enrique Pérez Serantes (1948-1968)
  - Sede vacante (1968-1970)
- Pedro Claro Meurice Estiu (1970-2007)
- Dionisio Guillermo García Ibáñez (2007-  )

## Sources
- (en) « Archdiocese of Santiago de Cuba  : Past and Present Ordinaries », sur catholic-hierarchy.org (consulté le 17 mai 2023)